# Liste des routes d'État au Wyoming
Les routes d'État au Wyoming sont un ensemble de routes entretenues par le Wyoming Department of Transportation (WYDOT).

## Liste des routes d'État
| Numéro  | Longueur (mi) | Longueur (km) | Terminus sud / ouest                                                               | Terminus nord / est                                                                                  | Créée | Notes                        |
| ------- | ------------- | ------------- | ---------------------------------------------------------------------------------- | --- | ----- | ---------------------------- |
| WYO 10  | 9,12          | 14,68         | CR 103 à la frontière du Colorado près de Jelm                                     | WYO 230 à Woods Landing                                                                              | —     |                              |
| WYO 11  | 10,94         | 17,61         | NFS Route 500 à Albany                                                             | WYO 130 près de Centennial                                                                           | —     |                              |
| WYO 12  | 12,18         | 19,60         | CR 57 près de Woodedge                                                             | WYO 130 près de Laramie                                                                              | —     |                              |
| WYO 13  | 17,76         | 28,58         | I-80 à Arlington                                                                   | US 30 / US 287 à Rock River                                                                          | —     |                              |
| WYO 14  | 0,36          | 0,58          | Aéroport régional de Laramie                                                       | WYO 130 près de l'Aéroport régional de Laramie                                                       | —     |                              |
| WYO 22  | 17,53         | 28,21         | ID 33 à la frontière de l'Idaho près de Wilson                                     | US 26 / US 89 / US 189 / US 191 à Jackson                                                            | 1942  |                              |
| WYO 24  | 46,72         | 75,19         | US 14 à Devils Tower Junction                                                      | SD 34 à la frontière du Dakota du Sud près d'Aladdin                                                 | 1961  |                              |
| WYO 28  | 96,50         | 155,30        | WYO 372 près de Farson                                                             | US 287 / WYO 789 près de Lander                                                                      | —     |                              |
| WYO 30  | 26,02         | 41,88         | US 14 / US 16 / US 20 près de Burlington                                           | US 16 / US 20 / WYO 789 à Basin                                                                      | —     |                              |
| WYO 31  | 22,09         | 35,55         | US 16 / US 20 / WYO 789 à Manderson                                                | CR R49 à Hyattville                                                                                  | —     |                              |
| WYO 32  | 31,48         | 50,66         | US 14 / US 16 / US 20 près d'Emblem                                                | US 310 / US 14A / WYO 789 près de Lovell                                                             | —     |                              |
| WYO 33  | 1,39          | 2,24          | BLM route près de Forester Gulch                                                   | WYO 32 près de Lovell                                                                                | —     |                              |
| WYO 34  | 52,38         | 84,30         | US 30 / US 287 près de Bosler                                                      | I-25 / US 87 près de Wheatland                                                                       | 1949  |                              |
| WYO 35  | 1,08          | 1,74          | CR R7 près de Cowley                                                               | US 310 / WYO 789 à Cowley                                                                            | —     |                              |
| WYO 36  | 2,76          | 4,44          | WYO 30 à Basin                                                                     | US 16 / US 20 / WYO 789 près de Basin                                                                | —     |                              |
| WYO 37  | 9,00          | 14,48         | US 14A près de Lovell                                                              | Bighorn Canyon NRA                                                                                   | —     |                              |
| WYO 50  | 52,67         | 84,76         | WYO 387 à Pine Tree Junction                                                       | US 14 / US 16 / WYO 59 / I-90 Bus. à Gillette                                                        | —     |                              |
| WYO 51  | 24,79         | 39,90         | I-90 / US 14 / US 16 / I-90 Bus. à Gillette                                        | US 14 / US 16 / I-90 Bus. à Moorcroft                                                                | —     |                              |
| WYO 59  | 171,97        | 276,76        | I-25 / US 20 / US 26 / US 87 / WYO 94 à Douglas                                    | MT 59 à la frontière du Montana près de Gillette                                                     | 1945  |                              |
| WYO 70  | 57,66         | 92,79         | WYO 789 à Baggs                                                                    | WYO 230 à Riverside                                                                                  | —     |                              |
| WYO 71  | 10,83         | 17,43         | CR 401 près de Rawlins                                                             | WYO 78 à Rawlins                                                                                     | —     |                              |
| WYO 72  | 15,45         | 24,86         | CR 402 à Elk Mountain                                                              | Adams Street à Hanna                                                                                 | —     |                              |
| WYO 73  | 4,64          | 7,47          | Sweetwater                                                                         | US 287 / WY 789 à Lamont                                                                             | —     |                              |
| WYO 74  | 0,13          | 0,21          | WYO 130 à Saratoga                                                                 | CR 504 à Saratoga                                                                                    | —     | Non-indiquée                 |
| WYO 76  | 6,54          | 10,53         | I-80 / US 30 / US 287 à Rawlins                                                    | I-80 / US 30 / US 287 près de Sinclair                                                               | —     | Ancienne US 30 / US 287      |
| WYO 77  | 22,18         | 35,70         | WYO 487 près de Medicine Bow                                                       | WYO 487 près d'Alcove                                                                                | 1975  |                              |
| WYO 78  | 1,23          | 1,98          | Pénitencier d'état du Wyoming à Rawlins                                            | WYO 71 à Rawlins                                                                                     | —     |                              |
| WYO 89  | 55,84         | 89,87         | I-80 / US 189 / WYO 150 à Evanston SR 30 à la frontière de l'Utah près de Kemmerer | SR 16 à la frontière de l'Utah près de Bear River ID 61 à la frontière de l'Idaho près de Geneva, ID | 1926  |                              |
| WYO 90  | 3,00          | 4,83          | CR 17 près de Glenrock                                                             | US 20 / US 26 / US 87 / I-25 Bus. près de Glenrock                                                   | —     |                              |
| WYO 91  | 23,10         | 37,18         | CR 11 / CR 24 près de Douglas                                                      | WYO 94 à Douglas                                                                                     | —     |                              |
| WYO 92  | 16,50         | 26,55         | US 26 / US 85 à Torrington                                                         | N-92 à la frontière du Nebraska près de Huntley                                                      | —     |                              |
| WYO 93  | 26,02         | 41,88         | WYO 59 à Douglas                                                                   | CR 32 / CR 33 près de Douglas                                                                        | —     |                              |
| WYO 94  | 16,61         | 26,73         | CR 5 près d'Esterbrook                                                             | WYO 59 à Douglas                                                                                     | —     |                              |
| WYO 95  | 19,23         | 30,95         | I-25 près de Glenrock US 20 / US 26 / US 87 à Glenrock                             | US 20 / US 26 / US 87 à Glenrock WYO 93 près de Glenrock                                             | —     |                              |
| WYO 96  | 3,11          | 5,01          | I-25 / US 20 / US 26 / US 87 près de Douglas                                       | WYO 91 près de Douglas                                                                               | —     |                              |
| WYO 110 | 0,59          | 0,94          | WYO 24 près de Devils Tower                                                        | Devils Tower NM                                                                                      | —     |                              |
| WYO 111 | 8,63          | 13,89         | I-90 / US 14 près de Sundance                                                      | WYO 24 à Aladdin                                                                                     | —     |                              |
| WYO 112 | 29,50         | 47,48         | WYO 24 à Hulett                                                                    | MT 326 à la frontière du Montana près d'Alzada, MT                                                   | —     |                              |
| WYO 113 | 6,61          | 10,64         | US 14 près de Moorcroft                                                            | Pine Haven Road à Pine Haven                                                                         | —     |                              |
| WYO 114 | 10,82         | 17,41         | US 14 Alt. à Garland                                                               | US 310 / WYO 789 à Deaver                                                                            | —     |                              |
| WYO 116 | 60,97         | 98,12         | WYO 450 près de Newcastle                                                          | US 14 / I-90 Bus. à Sundance                                                                         | —     |                              |
| WYO 120 | 121,96        | 196,28        | US 20 / WYO 789 à Thermopolis                                                      | MT 72 à la frontière du Montana près de Clark                                                        | —     |                              |
| WYO 130 | 98,52         | 158,55        | I-80 / US 30 / US 287 près de Walcott                                              | I-80 Bus. / US 30 / US 287 à Laramie                                                                 | —     |                              |
| WYO 131 | 9,00          | 14,48         | Sinks Canyon Road près de Lander                                                   | US 287 à Lander                                                                                      | —     |                              |
| WYO 132 | 17,43         | 28,05         | US 287 près de Lander                                                              | US 26 / WYO 133 à Kinnear                                                                            | —     |                              |
| WYO 133 | 6,07          | 9,77          | US 26 / WYO 132 à Kinnear                                                          | Pavillion Road à Pavillion                                                                           | —     |                              |
| WYO 134 | 24,17         | 38,90         | WYO 133 près de Pavillion                                                          | US 26 / WYO 789 à Shoshoni                                                                           | —     |                              |
| WYO 135 | 35,62         | 57,32         | US 287 / WYO 789 à Sweetwater Station                                              | WYO 789 près de Riverton                                                                             | —     |                              |
| WYO 136 | 42,70         | 68,72         | WYO 135 près de Riverton                                                           | CR 5 dans le Gas Hills Uranium Mining District                                                       | —     |                              |
| WYO 139 | 1,45          | 2,33          | WYO 135 près de Sand Draw                                                          | Sand Draw                                                                                            | —     |                              |
| WYO 150 | 23,05         | 37,10         | SR 150 à la frontière de l'Utah près d'Evanston                                    | I-80 / US 189 / WYO 89 près d'Evanston                                                               | —     |                              |
| WYO 151 | 9,89          | 15,92         | US 85 près de La Grange                                                            | N-88 à la frontière du Nebraska près de La Grange                                                    | —     |                              |
| WYO 152 | 9,80          | 15,77         | CR 124 près de Yoder                                                               | US 85 / WYO 161 près de Yoder                                                                        | —     |                              |
| WYO 153 | 1,02          | 1,64          | WYO 152 près de Yoder                                                              | Goshen CR 33 près de Yoder                                                                           | —     |                              |
| WYO 154 | 21,11         | 33,97         | WYO 152 à Yoder                                                                    | US 85 / WYO 92 près de Torrington                                                                    | —     |                              |
| WYO 156 | 14,29         | 23,00         | US 26 / US 85 à Lingle                                                             | US 85 / WYO 92 à Torrington                                                                          | —     |                              |
| WYO 157 | 7,99          | 12,86         | US 26 près de Fort Laramie                                                         | WYO 156 à Lingle                                                                                     | —     |                              |
| WYO 158 | 8,02          | 12,91         | WYO 92 près de Huntley                                                             | CR 63 à la frontière du Nebraska près de Huntley                                                     | —     |                              |
| WYO 159 | 12,78         | 20,57         | US 26 / US 85 à Torrington                                                         | CR 47 près de Torrington                                                                             | —     |                              |
| WYO 160 | 1,08          | 1,74          | CR 53 près de Fort Laramie                                                         | US 26 à Fort Laramie                                                                                 | —     |                              |
| WYO 161 | 7,03          | 11,31         | US 85 / WYO 152 près de Yoder                                                      | WYO 92 à Huntley                                                                                     | —     |                              |
| WYO 170 | 15,41         | 24,80         | CR 15 à Hamilton Dome                                                              | WYO 120 près de Thermopolis                                                                          | —     |                              |
| WYO 171 | 8,63          | 13,89         | CR 17 / CR 36 à Glass Creek                                                        | WYO 120 près de Glass Creek                                                                          | —     |                              |
| WYO 172 | 11,26         | 18,12         | US 20 / WYO 789 à Lucerne                                                          | CR 6 près de Lucerne                                                                                 | —     |                              |
| WYO 173 | 1,61          | 2,59          | US 20 / WYO 789 près de Thermopolis                                                | CR 31 près de Thermopolis                                                                            | —     |                              |
| WYO 174 | 0,60          | 0,97          | CR 1 près de Hamilton Dome                                                         | WYO 170 près de Hamilton Dome                                                                        | —     |                              |
| WYO 175 | 0,32          | 0,51          | US 20 / WYO 789 près de Kirby                                                      | West Main Street à Kirby                                                                             | —     |                              |
| WYO 190 | 9,66          | 15,55         | CR 78 à Barnum                                                                     | WYO 191 près de Kaycee                                                                               | —     |                              |
| WYO 191 | 11,71         | 18,85         | CR 115 / CR 266 à Mayoworth                                                        | WYO 192 / WYO 196 à Kaycee                                                                           | —     |                              |
| WYO 192 | 35,64         | 57,36         | WYO 191 / WYO 196 à Kaycee                                                         | WYO 387 près d'Edgerton                                                                              | —     |                              |
| WYO 193 | 6,19          | 9,96          | I-90 / US 87 près de Kearny                                                        | US 87 à Banner                                                                                       | —     |                              |
| WYO 194 | 2,81          | 4,52          | Story Fish Hatchery près de Story                                                  | WYO 193 près de Story                                                                                | —     |                              |
| WYO 196 | 49,84         | 80,21         | I-25 / US 87 près de Kaycee                                                        | I-25 Bus. / US 87 Bus. à Buffalo                                                                     | —     | Ancienne US 87               |
| WYO 210 | 37,79         | 60,82         | I-80 / US 30 près de Laramie                                                       | I-25 / US 87 à Cheyenne                                                                              | —     |                              |
| WYO 211 | 43,88         | 70,62         | WYO 219 près de Cheyenne                                                           | I-25 / US 87 / WYO 313 à Chugwater                                                                   | —     |                              |
| WYO 212 | 14,06         | 22,63         | I-25 / US 87 près de Cheyenne                                                      | WYO 219 à Ranchettes                                                                                 | —     |                              |
| WYO 213 | 19,80         | 31,87         | I-80 / US 30 / WYO 214 près de Burns                                               | US 85 près de Meriden                                                                                | —     |                              |
| WYO 214 | 8,39          | 13,50         | CR 203-1 à Carpenter                                                               | I-80 / US 30 / WYO 213 près de Burns                                                                 | —     |                              |
| WYO 215 | 17,19         | 27,66         | I-80 / US 30 à Pine Bluffs                                                         | WYO 216 à Albin                                                                                      | —     |                              |
| WYO 216 | 18,54         | 29,84         | US 85 près de Meriden                                                              | CR 164 à la frontière du Nebraska près d'Albin                                                       | —     |                              |
| WYO 219 | 5,48          | 8,82          | I-25 Bus. / US 85 à Cheyenne                                                       | US 85 près de Cheyenne                                                                               | —     |                              |
| WYO 220 | 72,79         | 117,14        | US 287 / WYO 789 près de Muddy Gap                                                 | I-25 / US 20 / US 26 / US 87 à Casper                                                                | —     |                              |
| WYO 221 | 1,84          | 2,96          | I-25 Bus. / US 85 à Fox Farm-College                                               | WYO 212 à Fox Farm-College                                                                           | —     |                              |
| WYO 222 | 1,81          | 2,91          | WYO 225 près de Cheyenne                                                           | WYO 210 près de Cheyenne                                                                             | —     |                              |
| WYO 223 | 5,69          | 9,16          | I-25 / US 87 près de Cheyenne                                                      | US 85 près de Cheyenne                                                                               | —     |                              |
| WYO 224 | 0,12          | 0,19          | I-25 / US 87 à Cheyenne                                                            | Quartiers généraux du WYDOT                                                                          | —     |                              |
| WYO 225 | 11,21         | 18,04         | I-80 / US 30 près de Granite Canon                                                 | I-80 / US 30 près de Cheyenne                                                                        | —     |                              |
| WYO 230 | 74,78         | 120,35        | WYO 130 près de Saratoga                                                           | I-80 Bus. / US 30 / US 287 à Laramie                                                                 | —     |                              |
| WYO 231 | 0,60          | 0,97          | CR 207 à Cokeville                                                                 | US 30 / WYO 89 / WYO 232 à Cokeville                                                                 | —     |                              |
| WYO 232 | 12,22         | 19,67         | US 30 / WYO 89 / WYO 231 à Cokeville                                               | Smiths Fork Road près de Cokeville                                                                   | —     |                              |
| WYO 233 | 19,29         | 31,04         | US 189 à Kemmerer                                                                  | CR 305 près de Kemmerer                                                                              | —     |                              |
| WYO 235 | 4,49          | 7,23          | US 189 à La Barge                                                                  | CR 134 à Calpet                                                                                      | —     |                              |
| WYO 236 | 2,60          | 4,18          | CR 140 / CR 142 à Fairveiw                                                         | US 89 près d'Afton                                                                                   | —     |                              |
| WYO 237 | 3,42          | 5,50          | 1st Street à Auburn                                                                | US 89 à Grover                                                                                       | —     |                              |
| WYO 238 | 12,08         | 19,44         | US 89 à Afton                                                                      | US 89 près d'Auburn                                                                                  | —     |                              |
| WYO 239 | 1,64          | 2,64          | State Line Road à la frontière de l'Idaho à Freedom                                | US 89 près de Freedom                                                                                | —     |                              |
| WYO 240 | 12,28         | 19,76         | US 30 à Opal                                                                       | US 189 près de Kemmerer                                                                              | —     |                              |
| WYO 241 | 4,27          | 6,87          | US 89 près de Smoot                                                                | WYO 236 près d'Afton                                                                                 | —     |                              |
| WYO 251 | 8,99          | 14,47         | CR 505 à Casper Mountain                                                           | I-25 Bus. / US 20 Bus. / US 26 Bus. / US 87 Bus. à Casper                                            | —     |                              |
| WYO 252 | 4,37          | 7,03          | WYO 251 près de Casper                                                             | WYO 258 à Casper                                                                                     | —     |                              |
| WYO 253 | 10,90         | 17,54         | CR 606 près de Casper                                                              | US 20 / US 26 / US 87 à Evansville                                                                   | —     |                              |
| WYO 254 | 4,06          | 6,53          | US 20 Bus. / US 26 Bus. à Mills                                                    | I-25 / US 87 à Hartrandt                                                                             | —     |                              |
| WYO 255 | 0,48          | 0,77          | I-25 Bus. / US 20 Bus. / US 26 Bus. / US 87 Bus. à Casper                          | I-25 / US 20 / US 26 / US 87 à Casper                                                                | —     |                              |
| WYO 256 | 2,67          | 4,30          | US 20 / US 26 / US 87 / WYO 253 à Evansville                                       | CR 701 près d'Evansville                                                                             | —     |                              |
| WYO 257 | 7,30          | 11,75         | WYO 220 près de Red Butte                                                          | US 20 / US 26 à Casper                                                                               | —     |                              |
| WYO 258 | 10,58         | 17,03         | US 20 Bus. / US 26 Bus. à Casper                                                   | US 20 / US 26 / US 87 à Evansville                                                                   | —     |                              |
| WYO 259 | 18,00         | 28,97         | I-25 / US 87 près d'Antelope Hills                                                 | WYO 387 à Midwest                                                                                    | —     |                              |
| WYO 270 | 73,37         | 118,08        | US 26 près de Guernsey                                                             | US 18 / US 85 près de Lusk                                                                           | —     |                              |
| WYO 271 | 3,19          | 5,13          | CR 23 à West Lance Creek                                                           | WYO 270 à Lance Creek                                                                                | —     |                              |
| WYO 272 | 3,32          | 5,34          | WYO 270 près de Lance Creek                                                        | CR 14 près de Lance Creek                                                                            | —     |                              |
| WYO 273 | 0,33          | 0,53          | US 18 / US 20 près de Lusk                                                         | Niobrara Country Club                                                                                | —     |                              |
| WYO 290 | 11,23         | 18,07         | CR 4IX / CR 5XS près de Dumbell                                                    | WYO 120 à Meeteetse                                                                                  | —     |                              |
| WYO 291 | 9,46          | 15,22         | CR 6WX près de Cody                                                                | US 14 / US 16 / US 20 à Cody                                                                         | —     |                              |
| WYO 294 | 18,82         | 30,29         | US 14 Alt. près de Ralston                                                         | WYO 120 près de Clark                                                                                | —     |                              |
| WYO 295 | 29,35         | 47,23         | WYO 32 près de Powell                                                              | CR 1NG près d'Elk Basin                                                                              | —     |                              |
| WYO 296 | 45,96         | 73,97         | US 212 près du Parc national de Yellowstone                                        | WYO 120 près de Cody                                                                                 | —     |                              |
| WYO 310 | 8,49          | 13,66         | Reservoir Road à Wheatland Reservoir                                               | I-25 Bus. / US 87 Bus. / WYO 312 à Wheatland                                                         | —     |                              |
| WYO 311 | 1,99          | 3,20          | WYO 310 à Westview Circle                                                          | CR 139 / CR 90 près de Westview Circle                                                               | —     |                              |
| WYO 312 | 7,30          | 11,75         | WYO 34 près de Wheatland                                                           | I-25 Bus. / US 87 Bus. / WYO 310 à Wheatland                                                         | —     |                              |
| WYO 313 | 30,81         | 49,58         | I-25 Bus. / WYO 321 à Chugwater                                                    | US 85 près de Hawk Springs                                                                           | —     |                              |
| WYO 314 | 8,57          | 13,79         | I-25 / US 87 près de Slater                                                        | Slater Road près de Slater                                                                           | —     |                              |
| WYO 315 | 3,01          | 4,84          | WYO 314 à Slater                                                                   | Bordeaux Road près de Slater                                                                         | —     |                              |
| WYO 316 | 11,91         | 19,17         | I-25 Bus. / US 87 Bus. à Wheatland                                                 | Dickinson Hill Road / Deer Creek Road près de Wheatland                                              | —     |                              |
| WYO 317 | 1,66          | 2,67          | US 26 près de Guernsey                                                             | Parc d'état de Guernsey                                                                              | —     |                              |
| WYO 318 | 1,09          | 1,75          | WYO 270 à Hartville                                                                | Sunrise                                                                                              | —     |                              |
| WYO 319 | 28,75         | 46,27         | I-25 / US 26 / US 87 à Glendo                                                      | WYO 319 à Glendo                                                                                     | —     |                              |
| WYO 319 | 0,20          | 0,32          | I-25 / US 26 / US 87 près de Glendo                                                | US 18 / US 20 près d'Orin                                                                            | —     | Branche de la WYO 319        |
| WYO 320 | 12,33         | 19,84         | I-25 Bus. / US 87 Bus. à Wheatland                                                 | US 26 à Dwyer                                                                                        | —     |                              |
| WYO 321 | 3,34          | 5,38          | I-25 / US 87 / WYO 211 à Chugwater                                                 | I-25 / US 87 près de Chugwater                                                                       | —     |                              |
| WYO 330 | 3,30          | 5,31          | CR 74 près de Sheridan                                                             | I-90 Bus. / US 14 Bus. / US 87 Bus. / WYO 336 à Sheridan                                             | —     |                              |
| WYO 331 | 9,92          | 15,96         | CR 53 à Beckton                                                                    | I-90 Bus. / US 14 Bus. / US 87 Bus. à Sheridan                                                       | —     |                              |
| WYO 332 | 5,44          | 8,75          | US 87 / WYO 335 près de Sheridan                                                   | I-90 Bus. / US 14 Bus. / US 87 Bus. à Sheridan                                                       | —     |                              |
| WYO 334 | 0,74          | 1,19          | WYO 332 à Sheridan                                                                 | I-90 Bus. / US 14 Bus. / US 87 Bus. à Sheridan                                                       | —     |                              |
| WYO 335 | 9,71          | 15,63         | CR 26 près de Big Horn                                                             | US 87 / WYO 332 près de Sheridan                                                                     | —     |                              |
| WYO 336 | 11,52         | 18,54         | I-90 Bus. / US 14 Bus. / US 87 Bus. / WYO 330 à Sheridan                           | CR 42 à Wyarno                                                                                       | —     |                              |
| WYO 337 | 1,54          | 2,48          | Fort MacKenzie Road à Sheridan                                                     | I-90 Bus. / US 14 Bus. / US 87 Bus. à Sheridan                                                       | —     |                              |
| WYO 338 | 15,03         | 24,19         | I-90 Bus. / US 14 Bus. / US 87 Bus. à Sheridan                                     | MT 314 à la frontière du Montana près de Sheridan                                                    | —     |                              |
| WYO 339 | 1,02          | 1,64          | I-90 / US 14 / US 87 près de Sheridan                                              | WYO 338 près de Sheridan                                                                             | —     |                              |
| WYO 340 | 1,35          | 2,17          | CR 2 près de Story                                                                 | WYO 194 à Story                                                                                      | —     |                              |
| WYO 341 | 3,19          | 5,13          | CR 38 / CR 273 à Arvada                                                            | US 14 / US 16 près d'Arvada                                                                          | —     |                              |
| WYO 342 | 1,14          | 1,83          | US 87 près de Sheridan                                                             | I-90 près de Sheridan                                                                                | —     |                              |
| WYO 343 | 5,24          | 8,43          | US 14 à Dayton                                                                     | WYO 345 à Parkman                                                                                    | —     |                              |
| WYO 344 | 27,77         | 44,69         | —                                                                                  | — | —     | Non-indiquée; Ancienne US 87 |
| WYO 345 | 19,27         | 31,01         | MT 451 à la frontière du Montana près de Parkman                                   | I-90 / US 14 / US 87 à Monarch                                                                       | —     |                              |
| WYO 346 | 1,35          | 2,17          | —                                                                                  | — | —     | Non-indiquée; Ancienne US 87 |
| WYO 350 | 5,06          | 8,14          | CR 111 / CR 142 près de Big Piney                                                  | US 189 à Big Piney                                                                                   | —     |                              |
| WYO 351 | 24,18         | 38,91         | US 189 près de Marbleton                                                           | US 191 près de Marbleton                                                                             | —     |                              |
| WYO 352 | 25,31         | 40,73         | US 191 près de Pinedale                                                            | Forêt nationale de Bridger-Teton                                                                     | —     |                              |
| WYO 353 | 15,51         | 24,96         | US 191 à Boulder                                                                   | CR 118 / CR 133 près de Big Sandy                                                                    | —     |                              |
| WYO 354 | 6,17          | 9,93          | CR 112 près de Daniel                                                              | US 189 / US 191 près de Daniel                                                                       | —     |                              |
| WYO 370 | 4,63          | 7,45          | I-80 / US 30 près de Rock Springs                                                  | Aéroport de Rock Springs-Sweetwater                                                                  | —     |                              |
| WYO 371 | 7,30          | 11,75         | I-80 / US 30 près de Superior                                                      | Upper Superior Road à Superior                                                                       | —     |                              |
| WYO 372 | 45,89         | 73,85         | WYO 374 près de James Town                                                         | US 189 près de Fontenelle                                                                            | —     |                              |
| WYO 374 | 25,37         | 40,83         | I-80 près de Granger I-80 / US 30 à Little America                                 | US 30 près de Granger I-80 Bus. / US 30 à Green River                                                | —     |                              |
| WYO 375 | 0,99          | 1,59          | 3rd Street in Granger                                                              | US 30 à Granger                                                                                      | —     |                              |
| WYO 376 | 4,31          | 6,94          | I-80 Bus. / US 30 Bus. à Rock Springs                                              | I-80 Bus. / US 30 Bus. à Rock Springs                                                                | —     |                              |
| WYO 387 | 57,81         | 93,04         | I-25 / US 87 près de Midwest                                                       | WYO 59 à Wright                                                                                      | —     |                              |
| WYO 390 | 15,00         | 24,14         | WYO 22 près de Wilson                                                              | Parc national de Grand Teton                                                                         | —     |                              |
| WYO 391 | 0,30          | 0,48          | US 26 / US 89 / US 189 / US 191 près de Hoback Junction                            | Evans Road près de Hoback Junction                                                                   | —     |                              |
| WYO 410 | 13,36         | 21,50         | CR 204 près de Robertson                                                           | WYO 411 près de Mountain View                                                                        | 1971  |                              |
| WYO 411 | 3,97          | 6,39          | CR 260 à Millburne                                                                 | WYO 410 près de Mountain View                                                                        | —     |                              |
| WYO 412 | 24,73         | 39,80         | I-80 / WYO 414 près de Lyman                                                       | US 189 près de Kemmerer                                                                              | 1971  |                              |
| WYO 413 | 2,73          | 4,39          | I-80 Bus. à Lyman                                                                  | I-80 près de Lyman                                                                                   | —     |                              |
| WYO 414 | 46,12         | 74,22         | SR-43 à la frontière de l'Utah près de McKinnon                                    | I-80 / WYO 412 près de McKinnon                                                                      | 1971  |                              |
| WYO 430 | 53,52         | 86,13         | CR 10N à la frontière du Colorado dans le comté de Sweetwater                      | WYO 376 à Rock Springs                                                                               | —     |                              |
| WYO 431 | 30,19         | 48,59         | WYO 120 près de Meeteetse                                                          | US 20 / WYO 432 / WYO 789 près de Worland                                                            | —     |                              |
| WYO 432 | 10,29         | 16,56         | US 20 / WYO 431 / WYO 789 près de Worland                                          | US 20 / WYO 789 à Worland                                                                            | —     |                              |
| WYO 433 | 18,81         | 30,27         | US 20 / WYO 789 à Worland                                                          | US 16 / US 20 / WYO 789 près de Manderson                                                            | —     |                              |
| WYO 434 | 20,63         | 33,20         | CR R82 à Big Trails                                                                | US 16 à Ten Sleep                                                                                    | —     |                              |
| WYO 435 | 0,78          | 1,26          | US 16 près de Ten Sleep                                                            | Old US 16 près de Ten Sleep                                                                          | —     |                              |
| WYO 436 | 5,93          | 9,54          | US 16 près de Ten Sleep                                                            | CR R56 près de Ten Sleep                                                                             | —     |                              |
| WYO 450 | 66,22         | 106,57        | WYO 59 près de Wright                                                              | US 16 près de Newcastle                                                                              | —     |                              |
| WYO 451 | 5,03          | 8,09          | CR 36B près d'Osage                                                                | US 16 à Osage                                                                                        | —     |                              |
| WYO 487 | 71,56         | 115,16        | US 30 / US 287 à Medicine Bow                                                      | WYO 220 près de Casper                                                                               | —     |                              |
| WYO 530 | 45,34         | 72,97         | SR-43 à la frontière de l'Utah près de McKinnon                                    | I-80 Bus. / US 30 Bus. à Green River                                                                 | —     |                              |
| WYO 585 | 28,05         | 45,14         | US 85 à Four Corners                                                               | US 14 / I-90 Bus. à Sundance                                                                         | 1933  |                              |
| WYO 789 | 407,14        | 655,23        | SR 13 à la frontière du Colorado près de Baggs                                     | US 310 à la frontière du Montana près de Frannie                                                     | —     |                              |
|         |               |               |                                                                                    | |       |                              |